# Luca Lezzerini
Luca Lezzerini, född 24 mars 1995 i Rom, är en italiensk fotbollsmålvakt. Han spelar för Serie B-klubben Brescia sedan 2022. Lezzerini är 195 centimeter lång.